# Batinjani (Pakrac)
Batinjani is een plaats in de gemeente Pakrac in de Kroatische provincie Požega-Slavonië. De plaats telt 86 inwoners (2001).